# Erythrodolius granulosus
Erythrodolius granulosus är en stekelart som beskrevs av André Seyrig 1932. Erythrodolius granulosus ingår i släktet Erythrodolius och familjen brokparasitsteklar. Inga underarter finns listade i Catalogue of Life.